# 埃里希·普罗布斯特
埃里希·普罗布斯特（德語：Erich Probst，1927年12月5日—1988年3月16日），奥地利男子足球运动员，场上位置是前锋。他曾代表奥地利国家队参加1954年国际足联世界杯，结果队伍获得第三名。